# Sphaeradenia acutitepala
Sphaeradenia acutitepala är en enhjärtbladig växtart som beskrevs av Gunnar Wilhelm Harling. Sphaeradenia acutitepala ingår i släktet Sphaeradenia och familjen Cyclanthaceae. Inga underarter finns listade.